# Mitchell (Oregón)
Mitchell es una ciudad ubicada en el condado de Wheeler en el estado estadounidense de Oregón. En el año 2000 tenía una población de 170 habitantes y una densidad poblacional de 55 personas por km².

## Geografía
Mitchell se encuentra ubicada en las coordenadas 44°34′2″N 120°9′12″O / 44.56722, -120.15333.

## Demografía
Según la Oficina del Censo en 2000 los ingresos medios por hogar en la localidad eran de $20,417, y los ingresos medios por familia eran $20,833. Los hombres tenían unos ingresos medios de $21,250 frente a los $23,125 para las mujeres. La renta per cápita para la localidad era de $13,906. Alrededor del 28.7% de la población estaban por debajo del umbral de pobreza.

## Localidades na vizinhança
Diagrama de las localidades a un radio de 16 km a la redonda de Long Neck. 